# Ronde van Frankrijk 2004/Twaalfde etappe
De twaalfde etappe van de Ronde van Frankrijk 2004 werd verreden op 16 juli 2004 tussen Castelsarrasin en La Mongie.

## Verloop
De etappe gaat eerst over relatief vlak terrein. Pas op de beklimming van de eerste berg bepaalt de ploeg van Lance Armstrong het tempo. Op de laatste klim moeten alle favorieten lossen en lopen aanzienlijke achterstand op, enkel Ivan Basso kan de versnelling van Armstrong volgen. Armstrong schenkt de overwinning aan Basso, wiens moeder aan kanker lijdt en waarvoor hij Armstrongs hulp heeft gevraagd. 
Proloog ·
1e etappe ·
2e etappe ·
3e etappe ·
4e etappe ·
5e etappe ·
6e etappe ·
7e etappe ·
8e etappe ·
9e etappe ·
10e etappe ·
11e etappe ·
12e etappe ·
13e etappe ·
14e etappe ·
15e etappe ·
16e etappe ·
17e etappe ·
18e etappe ·
19e etappe ·
20e etappe
Startlijst · Eindstanden · Afbeeldingen